# Waldiwatskoje
Waldiwatskoje (ros. Вальдиватское) – wieś (sieło) w Rosji, w obwodzie uljanowskim, w rejonie karsuńskim. W 2010 liczyła 520 mieszkańców.